# Братушанский район
Братуша́нский райо́н (молд. raionul Brătușeni, молд. районул Брэтушень) — административно-территориальная единица Молдавской ССР, существовавшая с 11 ноября 1940 года по июнь 1959 года.

## История
Как и большинство районов Молдавской ССР, образован 11 ноября 1940 года, центр — село Братушаны. До 16 октября 1949 года находился в составе Бельцкого уезда, после упразднения уездного деления перешёл в непосредственное республиканское подчинение.
С 31 января 1952 года по 15 июня 1953 года район входил в состав Бельцкого округа, после упразднения окружного деления вновь перешёл в непосредственное республиканское подчинение.
В июне 1959 года Братушанский район был ликвидирован, большая часть его территории была передана в состав Единецкого района, меньшая — в состав Рышканского района.

## Административное деление
По состоянию на 1 января 1955 года Братушанский район состоял из 11 сельсоветов: Братушанский, Варатикский, Гашпорский, Забричанский, Зайканский, Корпачский, Парковский, Почумбенский, Старокуконештский, Стольничанский и Теребновский.